# Північно-Казантипське газове родовище
Північно-Казантипське газове родовище було відкрите 1998 року роботами НПО «Чорноморнафтогаз» на Південному шельфі Азовського моря. 

## Опис
За оцінками фахівців у результаті геологорозвідувальних робіт запаси мінеральної сировини родовища оцінюються у близько 30 млрд м³. Це перше відкрите в акваторії Азовського моря велике газоконденсатне родовище.